# Erythroneura bidens
Erythroneura bidens är en insektsart som beskrevs av Mcatee 1924. Erythroneura bidens ingår i släktet Erythroneura och familjen dvärgstritar. Inga underarter finns listade i Catalogue of Life.